# Tội phạm tại Cộng hòa Nhân dân Trung Hoa
Tội phạm tại Cộng hòa Nhân dân Trung Hoa hiện diện dưới nhiều hình thức khác nhau. Các hình thức tội phạm phổ biến gồm buôn bán ma túy, rửa tiền, lừa đảo, buôn người, tham nhũng, buôn chợ đen và lưu thông tiền giả.

## Lịch sử
Cộng hòa Nhân dân Trung Hoa thành lập vào năm 1949. Trong giai đoạn từ 1949 đến 1956, quá trình chuyển đổi phương tiện sản xuất từ tư hữu sang công hữu đã được hoàn thành. Trong giai đoạn này, chính phủ mới đã dẹp tan ảnh hưởng của các băng nhóm tội phạm và đẩy lùi nạn ma tuý và cờ bạc. Do những cải cách đó, tỉ lệ tội phạm trong nước giảm đi đáng kể. Ở giai đoạn từ 1949 đến 1956, những tội phạm phi chính trị diễn ra chủ yếu là nạn trộm cắp, đốt phá, hiếp dâm, giết người và cướp bóc. Phần lớn tội phạm kinh tế là những tư bản trốn thuế, lấy trộm tài sản công cộng và tham gia vào hối lộ.
Một số tội phạm kinh tế là các quan chức chính phủ có liên quan đến đến việc chiếm đoạt tài sản công và nhận hối lộ. Giữa năm 1957 và 1965, ở một số vùng nông thôn không có sự cố tội phạm nào xảy ra và mức độ an ninh công cộng nói chung là tốt. Nhưng sau đó tỉ lệ tội phạm gia tăng. Năm 1981 tiêu biểu cho một năm đỉnh cao tội phạm chưa từng có trước đây ở trong nước. Điều này xảy ra ngay sau cải cách kinh tế vào cuối những năm 1970, trong đó có cho phép một số yếu tố của nền kinh tế thị trường. Dưới đây là một báo cáo so sánh các trường hợp tội phạm từ 1977 đến 1988 (không bao gồm tội phạm kinh tế):
| Năm                                       | 1977    | 1978    | 1979    | 1980    | 1981    | 1982    | 1983    | 1984    | 1985    | 1986    | 1987    | 1988    |
| ----------------------------------------- | ------- | ------- | ------- | ------- | ------- | ------- | ------- | ------- | ------- | ------- | ------- | ------- |
| Số vụ tổng hợp                            | 548.415 | 535.698 | 636.222 | 757.104 | 890.281 | 748.476 | 610.478 | 514.369 | 542.005 | 547.115 | 570.439 | 827.706 |
| Sự cố tội phạm tính trên mỗi 10.000 người | 5.8     | 5.6     | 6.6     | 7.7     | 8.9     | 7.4     | 6.0     | 5.0     | 5.2     | 5.2     | 5.4     | 7.5     |

Tội phạm thanh thiếu niên tăng nhanh trong những năm 1980, chiếm 60,2% tổng số tội phạm năm 1983, 63,3% vào năm 1984, 71,4% vào năm 1985, 72,4% vào năm 1986 và 74,3% vào năm 1987. Số lượng tội phạm chạy trốn gia tăng trong những năm qua. Tội phạm kinh tế tăng lên trong những năm gần đây. Từ năm 1982 đến 1988, tổng số tội phạm kinh tế là 218.000.
Năm 1989, tổng cộng 76.758 trường hợp vi phạm kinh tế đã được thống kê sổ sách, trong đó gồm hối lộ, buôn lậu và trốn thuế. Những thay đổi trong chính sách kinh tế đã có ảnh hưởng đến những đặc thù tội phạm. Kể từ Đại hội Toàn thể lần thứ ba của Ban Chấp hành Trung ương Đảng Cộng sản Trung Quốc thứ mười một, tội phạm đã tăng lên dưới nhiều hình thức đa dạng.

## Tình hình hiện nay
Mặc dù Cộng hoà Nhân dân Trung Hoa áp dụng hệ thống pháp luật độc nhất của Đảng Cộng sản Trung Quốc, sức mạnh tội phạm cũng đủ mạnh mẽ và nạn tham nhũng vẫn phổ biến giữa các nhân viên chính phủ. Các tổ chức tội phạm đã có nhiều vũ khí và phương tiện mà thường có chất lượng tốt hơn so với vũ khí và phương tiện của lực lượng cảnh sát.
Năm 1995, hơn 100.000 vũ khí bất hợp pháp loại nhỏ bị phát hiện và thu giữ trên toàn quốc. Từ tháng 1 đến tháng 7 năm 1996, khoảng 300.000 vũ khí bất hợp pháp loại nhỏ bị thu giữ từ 14 tỉnh trong nước.
Nhiều loại tội phạm bạo lực khác nhau đã trở nên phổ biến ở Cộng hoà Nhân dân Trung Hoa. Một số nhà hàng và khách sạn trong nước tống giá cao với khách hàng, và những người phản kháng bị đánh đập hoặc bị giam giữ. Nạn đe dọa đối thủ trong hoạt động kinh doanh diễn ra phổ biến.
Tham nhũng là tệ nạn diễn ra phổ biến giữa các nhân viên chính phủ. Giữa năm 1978 và 2003, ước tính các quan chức tham nhũng đã lén đưa ra nước ngoài khoảng 50 tỷ đô la Mỹ. Một phán quyết pháp lý có thể thay đổi từ có tội thành vô tội, án tử hình có thể biến thành vô tội và thời hạn bị cầm tù có thể được giảm xuống bởi các quan chức hối lộ. Lực lượng vũ trang sử dụng tàu hải quân và máy bay cho các hoạt động buôn lậu khác nhau. Các trạm cảnh sát thường mở nhà cờ bạc bí mật, hoặc họ có thể tự tìm được sự bảo hộ. Năm 2009, 106.000 công chức ở Trung Quốc bị kết án tham nhũng.
Cộng hòa Nhân dân Trung Hoa là một nguồn cung cấp, quá cảnh và là nước mà phụ nữ, nam giới và trẻ em bị buôn bán được đưa đến bởi nhiều mục đích khác nhau. Đa số việc buôn bán ở quốc gia này diễn ra nội bộ và nạn buôn người trong nước là vấn đề chủ yếu. Khoảng 10.000 đến 20.000 nạn nhân bị buôn bán mỗi năm. Ngoài ra còn có việc buôn bán công dân Trung Quốc sang quốc tế. Phụ nữ bị dụ dỗ thông qua các lời hứa giả dối về việc làm hợp pháp, sau cùng chuyển thành khai thác tình dục thương mại tại Đài Loan, Thái Lan, Malaysia, và Nhật Bản. Nam giới Trung Quốc bị buôn lậu sang các nước trên toàn thế giới để thành lao động bị bóc lột. Phụ nữ và trẻ em từ Mông Cổ, Myanmar, Bắc Triều Tiên, Nga và Việt Nam bị buôn bán sang Cộng hoà Nhân dân Trung Hoa để làm lao động cưỡng bức và nô lệ tình dục.
Cộng hoà Nhân dân Trung Hoa là một điểm trung chuyển chính cho heroin sản xuất ở Tam giác Vàng. Nạn lạm rồng ma túy trong nước là một vấn đề lớn ở quốc gia này. Ước tính lượng tiêu thụ ma tuý bất hợp pháp trong nước là 17 tỷ đô la Mỹ.